# Tóth Krisztina (történész, 1985)
Tóth Krisztina (Szombathely, 1985. április 16. –) történész, szakterülete a 20. századi egyháztörténet. Munkáiban többek között a szentszéki–magyar kapcsolatok történetével, egyházi diplomácia- és gazdaságtörténettel, a főkegyúri jog történetével, a magyar zsinati atyák II. Vatikáni Zsinaton való részvételével, valamint a szombathelyi és a veszprémi egyházmegye történetével foglalkozott.

## Életpályája
Általános iskolai tanulmányait és a gimnázium első négy osztályát a Bolyai János Gyakorló Általános Iskola és Gimnáziumban végezte Szombathelyen, majd 1999-től 2003-ig a Premontrei Rendi Szent Norbert Gimnáziumban folytatta, ahol valamennyi év végi bizonyítványa kitűnő volt. Ezt követően a Pázmány Péter Katolikus Egyetem Bölcsészet- és Társadalomtudományi Karán tanult, ahol 2007–2009-ben a művészettörténet tanszék demonstrátora volt. 2009-ben történelem szakos bölcsész és tanárként szerzett diplomát a hagyományos osztatlan képzésben. 
Szakdolgozatát Tusor Péternél írta A szombathelyi egyházmegye Grősz József kormányzása alatt (Elsősorban a Püspöki Körlevelek alapján) címmel.
Művészettörténetből – szintén a hagyományos osztatlan képzésen – 2016-ban szerzett diplomát. Szakdolgozatát Bencze Ágnesnél írta Korinthoszi fejezettöredékek a savariai Iseumból címmel. 
Történettudományi doktori tanulmányait állami ösztöndíjasként szintén a Pázmány Péter Katolikus Egyetemen végezte. Doktori disszertációját A szombathelyi egyházmegye (1936-1944): Grősz József szombathelyi egyházkormányzása címmel nyújtotta be, és 2013. május 13-án summa cum laude eredménnyel védte meg. Témavezetője Tusor Péter volt.
2010–2014 között a Pázmány Péter Katolikus Egyetem Bölcsészettudományi Karán óraadó volt, közben 2012-től 2017-ig az MTA-PPKE ‘Lendület’ Egyháztörténeti Kutatócsoportban dolgozott főállású munkatársként, majd 2022-ig az MTA-PPKE Fraknói Vilmos Római Történeti Kutatócsoport tudományos munkatársa volt. 2022 márciusától a Vatikáni Magyar Levéltári Kirendeltség levéltári delegátusa.

## Munkássága
2017 júniusáig 47 tudományos közlemény szerzője. Közülük 7 íródott angol, 6 német nyelven. Több kötet szerkesztője. Monográfiáját A szombathelyi egyházmegye története Grősz József egyházkormányzása idején (1936–1944) címmel írta. 2012–2013 között a Notes et documents folyóirat tudományos bizottságának volt a tagja, 2015-től az Aracne Editrice Collana di Studi di Teologia e di Storia della Chiesa sorozatnak. Műveire eddig (2018) 86 alkalommal hivatkoztak. 19 konferencián vett részt, köztük 15 hazain és 4 külföldin, többségükön meghívott előadóként (Róma, Nagyszombat, Budapest, Piliscsaba, Szombathely). 2016-ban továbbá részt vett egy kerekasztal-beszélgetésen is a DoszCafé rendezvény keretében. Szakmai fordítást és szakmai fordítás lektorálását is végzett. Az egyetemi oktatás terén elért sikerét mutatja, hogy 2011-ben témavezetésével tanítványa, Jenőffy Zsuzsanna, a III. Kárpát-medencei Keresztény Tudományos Diákköri Konferencián harmadik helyezést ért el.
2011–2015-ig a Pápai Történettudományi Bizottság által 2011-ben a II. vatikáni zsinaton részt vevő zsinati atyákra vonatkozó források feltérképezésére indított nemzetközi projekt hazai koordinátora volt, 9 ember munkáját fogta össze. 2012-ben és 2015-ben a Pápai Történettudományi Bizottság elnökének meghívására Rómában adott számot konferencia-előadások keretében a kutatócsoport eredményeiről.

## Jelentősebb ösztöndíjai, eredményei
- 2002: OKTV, művészettörténet, országos 7. hely
- 2006/2007, 2008/2009: köztársasági ösztöndíj
- 2009–2012: állami doktori ösztöndíj
- 2012: Klebelsberg Kunó ösztöndíj
- 2017–: Bolyai János Kutatási Ösztöndíj

## Főbb művei
Művei teljes listáját lásd:  https://m2.mtmt.hu/gui2/?type=authors&mode=browse&sel=10030618
- GALLA FERENC: Pápai kinevezések, megbízások és felhatalmazások Erdély, a Magyar Királyság és a Hódoltság területére (1550–1711) (CVH II/3), kiad. TUSOR PÉTER–TÓTH KRISZTINA, Budapest–Róma 2010. (XXII + 202 p. + 1 képmelléklet)
- The echo of a pontifical initiative: The beginnings of the Opus Vocationis in the diocese of Szombathely, Notes et Documents 36 (2013) nr. 25–26, pp. 68–79.
- A szombathelyi egyházmegye története Grősz József egyházkormányzása idején (1936–1944) (CST I/2), Budapest 2015. 326 p. + 4 melléklet (fényképek)
- TÖRÖK JÓZSEF–TUSOR PÉTER–TÓTH KRISZTINA (szerk.): Katolicizmus Magyarországon a II. Vatikáni Zsinat korában: Tanulmányok és inventárium (CST II/1),  Budapest 2015. 434 p. + 2 melléklet (fényképek)
- TÓTH KRISZTINA: Documents of the Hungarian Council Fathers in Hungarian Archives. Lessons and perspectives of a teamwork, Il concilio Vaticano II alla luce degli archivi dei padri conciliari (ed. Chenaux, Philippe), Città del Vaticano 2015. pp. 253–269. (Centro studi sul Concilio Vaticano II/5)
- Instructions for Nuncio Lorenzo Schioppa at the Beginning of His Mission, Rapporti diplomatici tra la Santa Sede e l'Ungheria (1920–2015) (szerk. Fejérdy András) (Atti e documenti 45), Città del Vaticano 2016. pp. 106–138.
- TÓTH KRISZTINA–TUSOR PÉTER: Inventarium Vaticanum I: A Budapesti Apostoli Nunciatúra levéltára (1920–1939) (CVH I/14), Budapest–Róma 2016. LXII + 360 p. és 4 melléklet (képek, térkép)